# Cavallo (moneta)
Il cavallo è una moneta di rame emessa per la prima volta nel 1472 da Ferdinando I per Napoli e per la Sicilia. Al dritto portava la testa del re ed al rovescio un cavallo passante.
Dal XIII secolo, la quantità d'argento nelle monete del regno andava facendosi sempre più scarsa, fino a raggiungere la proporzione di 1/16 d'argento per 15/16 parti di rame o anche 7/360 parti argento per 353/360 di rame con la sesta emissione di denari d'argento da parte di Federico II. Siccome i denarelli aragonesi erano coniati con una scarsa proporzione d'argento, e quindi considerevole il guadagno che la Regia Curia traeva da quella sleale monetazione, nel Reame e negli stati circonvicini era comune pratica falsificare le monete.
Dietro la protesta dei pubblici ufficiali destinati a riscuotere le imposte del reame, che si lamentavano dello scarso valore della moneta, Ferdinando I, dietro consiglio di Orso Orsini duca d’Ascoli, bandì che fossero vietati i denari di biglione e che si coniassero, invece, monete di puro rame, grosse quanto le antiche medaglie, ossia mezzi carlini degli Angioini. Sulle monete di rame, essendo scarso il guadagno, i falsari non troverebbero utilità alcuna nel coniarle.
Ordinava inoltre Ferdinando che, da una parte di detta moneta fosse ritratta la sua effigie, e che, dall'altra si ponesse "una qualche digna", come proposto dal Conte di Maddaloni, Diomede Carafa. Venne quindi rappresentato un cavallo, con attorno l'epigrafe ÆQVITAS REGNI. Dodici cavalli avevano il valore di un grano. I cavalli di Ferdinando I d'Aragona furono coniati nelle zecche di Amatrice, Aquila, Brindisi, Napoli e Sulmona.
Il nome rimase poi a monete dello stesso valore anche se i tipi erano diversi come, ad esempio, quella battuta da Carlo VIII nel 1494. Dopo l'iniziale successo dei cavalli, il dominio aragonese e la discesa di Carlo VIII su Napoli portarono ad una facile concessione di zecca ed una conseguente perdita di peso della moneta che ne cagionarono ben presto il discredito.
Con la perdita del suo valore, il cavallo fu abolito nel 1498 e sostituito con il "doppio cavallo" o sestino da Federico d'Aragona. In seguito, nel 1626, sotto Filippo IV di Spagna fu nuovamente emesso il cavallo per breve tempo. I multipli (da 2, 3, 4, 6 e 9 cavalli) furono invece emessi fino a Ferdinando IV. Il 1804 fu battuta l'ultima moneta da tre cavalli ed i cavalli non furono più emessi: al loro posto il tornese del valore pari a 6 cavalli.